# كاتو سوليون (أتيكي)
كاتو سوليون (Κάτω Σούλιον) هي قرية على سهل الماراثون في إقليم أتيكا في اليونان.